# 酢酸ウラニル(VI)
酢酸ウラニル(VI) (UO2(CH3COO)2·2H2O) はウラニルの酢酸塩で、わずかに酢酸臭のする黄緑色の結晶性固体である。酢酸ウラニルは放射性があるが、放射能は含まれるウラン同位体によって異なる。核燃料製造時の派生物質であるため、使用および保有には国際法上での認可が必要である。

## 生産
酢酸ウラニルは通常は劣化ウランを原料として酢酸を反応させることで生産されている。

## 利用
酢酸ウラニルは電子顕微鏡観察において陰性染色のために広く使われている。生物学分野における電子顕微鏡観察法では酢酸ウラニルはほぼ必須ともいえる。陰性染色法では試料を1 - 5%の酢酸ウラニル水溶液で処理する。酢酸ウラニルによる染色は簡単かつ迅速に行え、しかも処理後数分で観察できるようになる。酢酸ウラニルが使えない試料の場合には、他の染色法を用いたり低加速電圧電子顕微鏡を用いる（あるいはそれらの併用）が望ましい。
酢酸ウラニルの 1% 溶液および 2% 溶液は酸塩基指示薬としても利用される。また、ナトリウムとの間で不溶性の塩（ほとんどのナトリウム塩は可溶性）を形成するため、高濃度のものは分析化学において滴定に用いられる。 酢酸ウラニルは光、特に紫外線に敏感で、露光により沈殿を生じる。
酢酸ウラニルは米国全州道路交通運輸行政官協会（American Association of State Highway and Transportation Officials、AASHTO)が定めるアルカリ骨材反応の標準試験（Designation T 299）でも採用されている。

## 安全性
酢酸ウラニルは放射性と毒性をもつ。劣化ウランから生産した商用品は、比放射能が1グラムあたり0.37–0.51マイクロキュリー (14–19 kBq) である。これはごく弱い放射能で身体に付着しても害となるほどではない。
一方、酢酸ウラニルは強い毒性を持ち、飲用や粉塵の吸引、外傷部への付着は危険である。化学毒性だけでなく、弱い放射能によって長期的な内部被曝を受ける。